# Musaed Rashed A Alharoun
Musaed Rashed A Alharoun (* 1951) ist ein kuwaitischer Politiker und Diplomat.

## Leben
Er hat einen Masterabschluss für Bildungsmanagement der Universität San Francisco und einen Master der Universität Indiana in Bildungspsychologie. Dort erwarb er auch einen Ph.D. in Bildung. Außerdem studierte er auch an der Harvard-Universität in Cambridge.
1972 übernahm er die Leitung der Jugendschutzabteilung der Universität Kuwait. Im Jahr 1980 war er Dekan für studentische Angelegenheiten an der Universität. 1985 trat er in den diplomatischen Dienst Kuwaits ein und wurde Kulturberater an der kuwaitischen Botschaft in Washington, D.C. in den USA. Nach vier Jahren kehrte er an die Universität Kuwait zurück und lehrte Bildungsverwaltung. Noch im gleichen Jahr wurde er Untersekretär zunächst im Ministerium für Hochschulen, dann im Bildungsministerium.
Von 1998 bis 2001 war er Ständiger Vertreter Kuwaits bei der UNESCO. Es folgte in der Zeit von 2001 bis 2003 eine Zeit als kuwaitischer Minister für Bildung und Hochschulen. 2004 kehrte er ans kuwaitische Außenministerium zurück.
Am 7. Februar 2005 wurde er als kuwaitischer Botschafter in Kanada akkreditiert. Am 20. April 2010 übernahm er das Amt als Botschafter in Deutschland. Seit dem 20. September 2018 ist Najeeb Al-Bader kuwaitischer Botschafter in Deutschland.